# Corylopsis veitchiana
Corylopsis veitchiana là một loài thực vật có hoa trong họ Hamamelidaceae. Loài này được Bean miêu tả khoa học đầu tiên năm 1910.